# Sečoveljske soline
Sečoveljske soline so največje delno delujoče slovenske soline, ene od treh Piranskih solin.
Raztezajo se na približno 650 ha površine na ustju rek Dragonje in Drnice, pri Sečovljah.

## Zgodovina
Čeprav nekateri domnevajo, da so v Istri že času Rimljanov pridelovali sol, Sečoveljske soline v današnji obliki izvirajo iz karolinške dobe, zagotovo so bile obravnavane na Rižanskem zboru leta 804. Prvič so bile izrecno pisno omenjene v Piranskem statutu iz leta 1274 , v katerem so bili določeni pogoji pridelave soli, prodaje soli in celo prodajne cene.

## Pridobivanje soli
Sol se pridobiva z zgoščevanjem morske vode na 4-ih oz. 6-ih stopnjah. Zadnja stopnja izparevanja poteka na kristalizacijskih bazenih (kavedinih), kjer voda doseže nasičenost in se prične kristalizacija. Morska voda je speljana po kanalih "Lidih"  po katerih teče s pomočjo prostega pada do večjih  izparilnih površin  "Morarov" nato pa v zbiralnike "vaske". Do končnih kristalizacijskih bazenov pa ji pomagajo črpalke. Na "Fontaniggiah" Južnem delu solin, so vodo dvigovale črpalke na veter - "pompe a vele". Na Leri, to je severni del solin, pa električne črpalke. Ta del je posodobljen v 20. stoletju in tu se danes še prideluje sol za prodajo. V avstro-ogrskih časih pred približno sto leti so tu  uvedli moderniziran postopek z uporabo dizelskih črpalk, ki so bile kasneje nadomeščene z električnimi. Ta postopek se bistveno razlikuje predvsem značaju dela. Bivanje v solinah ni več potrebno. Delovni postopek pa temelji na tovarniškem modelu delitve nalog v pridelovalnem postopku na različne specializirane poklice: vodarje, mizarje, pobiralce, itd.
Kristalizacijske bazene zgodaj pomladi obnavljajo in premažejo s svežim blatom, da bi omogočili rast "petole" (podlaga ki ločuje sol od blatnih sedimentov), nato se prične postopno zgoščevanje morske vode. Postopek je odvisen od vremena in spretnosti vodarjev. Najprimernejše vreme za pridelavo soli je sončno vreme z rahlim vetrom, kot so burin, maestral ali pa burja burja in tramontana.
Ko v kristalizacijskih bazenčkih gostota vode doseže nasičenost, se v vodi prične kristalizacija morske soli (NaCL). Sol nato solinarji z lesenimi polnimi grabljami( "gavero"), spretno pograbijo na kupčke ne da bi poškodovali podlago. Tako se iz sol odcedi odvečna voda saj se sol pobira iz vode. Ko je sol dovolj suha, jo s pomočjo lesenih vozičkov (kareli) ali samokolnic (karjole) spravijo na skladiščno ploščad ali "pjacal". Med pobiranjem soli mora solinar hoditi po kavedinu z leseni natikači (tapperini), ki preprečujejo udiranje v blatno podlago in poškodbe "petole".
Po končanem delu morajo solinarji oprati svoje solinarsko orodje in vozičke, za kar uporabljajo vrč na dolgem ročaju (botasso) za zajemanju vode iz kanala za odpadne vode ali (fosada).

### Solinarstvo
Prebivalci Pirana  so solinarsko sezono nekdaj začeli z množičnim odhodom družin v soline na praznik sv. Jurija 23. aprila. Sezona se je končala na god sv. Jerneja, to je 24. avgusta. Takrat so se po sveti maši v zahvalo za letino vrnili na svoje domove. Tudi prebivalci okoliških vasi so v soline hodili pobirat (levat) sol, saj je bilo pridobivanje soli pogosto edini stalnejši vir dohodkov, proizvodnja soli pa je bila včasih gospodarsko zelo pomembna. Poleg konzerviranja živil je njena uporaba v industriji bila zelo obsežna. V Piranu in Sečovljah se dandanes odvija vsakoletni solinarski praznik med aprilom in avgustom.

### Solinske hiše
Tradicionalni način pridobivanja soli v starih solinah (danes vidno le v opuščenih Fontaniggiah) je bil pogojen s stalno prisotnostjo solinarja na "štabilu" (Manjši enoti - zaprt sistem obrtniške proizvodnje soli z lastnim skladiščem) Na takem polju je solinar bival s celotne družino dokler je trajala kristalizacija, predvsem v poletnih mesecih. Stanovanja so bila nad skladiščem soli - solinarske hiše. Do 20.stoletja je bilo takih hiš v Sečovljah približno 400. Danes je vidnih le nekaj ruševin ter tri obnovljene (Muzej solinarstva od 175 hiš južnega dela (Fontanigge). Hiše so grajene iz peščenjaka ali belega kamna. Rjavi peščenjak izvira iz okolice, beli "costaccio" pa iz nekdanjega kamnoloma v Kanegri. Gradnja solinarskih hiš je bila nezahtevna, hkrati pa strogo namensko urejena, bodisi v razvrstitvi prostorov, bodisi v namembnosti posameznih detajlov. Pri gradnji je bilo pomembno, da so vzpostavili dobro komunikacijo v smeri polje–hiša, ter glavnim dovodnim kanalom morske vode. Ta pot je služila za transport iz polja v skladišče, ki se je nahajalo v pritličju solinarske hiše, od tam pa v glavna občinska skladišča v Portorožu ali na Seči.

### Priprava solnih polj
Solinarji pri svojem delu še vedno uporabljajo stara tradicionalna znanja in orodja. Preden se začne sezona za pridelave soli, imajo solinarji veliko dela s pripravo in ureditvijo kristalizacijskih bazenov.  vsako Obnova in čiščenje vseh nasipov in pretočnih poti je sezonsko opravilo. Solinarji v kristalizacijskih bazenih gojijo "petolo". Ta nekaj mm debela plast plast biosedimenta iz alg, ki se nato s kristalizacijo postopno prekrije s sadro in minerali, tako sluzaste alge postanejo hrapave in čvrste, kot skorja je biološki filter, ki preprečuje prehajanje neželenih ionov in sedimentov iz morskega blata v kristale soli. Postopek pridelave soli na petoli so v Istri uvedli po postopku izumljenem na Pagu, v 14. stoletju, ki se je razširil po severnem Jadranu. Danes je tak postopek redkost, uporablja se le še v Sečoveljskih in Strunjanskih solinah, podobnega so uporabljali v nekaterih španskih solinah, vendar so ga opustili. Delo v solinah se začne že v začetku marca, ko solinarji obnovijo podlago za petolo po zimskem sušenju in utrjevanju substrata petole. Vsakoletna obnova  in utrjevanje vseh blatnih jezov in poti je zaradi zimskih padavin in splošne erozije nujna, saj bi v nasprotnem primeru v nekaj letih soline propadle. Do 80ih let prejšnjega stoletja je na solnih poljih na Leri (severnem delu) bilo zaposlenih več kot 60 solinarjev. Zadnjih nekaj 10 letih pa je solinarjev vedno manj s tem pa je povezana izguba nematerialne kulturne dediščine povezane s to obrtjo.

## Fango
Zaradi visoke vsebnosti soli vode in blata v solinah je v nekdanjih portoroških termah postalo popularno zdravljenje kožnih in revmatski obolenj z blatom in slanico. Da ima fango večji zdravilni učinek, se mora posušiti na telesu, na delih, kjer so znaki revmatizma, kasneje pa se ga spere s slano vodo.

## Biodiverziteta

### Varstveni režim
Sečoveljske soline so kot značilen krajinski element z bogato kulturno dediščino zelo pomembne. Da bi jih ohranili je v odloku opredeljen varstveni režim, ki določa omejitev vseh tistih dejavnosti, ki negativno vplivajo na ekologijo krajine in njeno podobo. Predvsem je prepovedan lov, kakršnokoli onesnaževanje zraka, vode in tal, graditev strnjenega naselja na polotoku Seča, spreminjanje namembnosti prostora; še posebej v naravnih rezervatih je prepovedano vsako poseganje, ki bi spremenilo življenjske razmere za tamkajšnjo floro in favno. Prav tako je prepovedano uničevati in trgati rastline ter poškodovati gnezdišča in bivališča živali. Kakršnikoli posegi na območju Krajinskega parka Sečoveljske soline so možni le s predhodnim soglasjem Medobčinskega zavoda za varstvo naravne in kulturne dediščine Piran.

### Ramsarska lokaliteta
Sečoveljske soline so mednarodno pomembno mokrišče in kot take so bile leta 1993 uvrščene na seznam Ramsarskih lokalitet zaradi izjemnih krajinskih in ekoloških vrednosti, kot prva taka lokaliteta v Sloveniji. Ramsarsko območje Sečoveljskih solin (obalno in antropogeno mokrišče) obsega 650 ha v ustju reke Dragonje.

### Rastlinstvo
V solinah uspevajo slanuše ali halofiti. To so slanoljubne rastline, ki potrebujejo velike koncentracije soli. Na Leri uspevajo halofiti predvsem na robu solnih polj in v jarkih. Le poredko prekrije solni bazen pionirska združba navadnega osočnika (Salicornia europea). V Fontaniggah so pravi halofitni travniki, na katerih večinoma prevladuje navadni členkar (Arthrochnemum fruticosum), najdemo pa tudi lobodovec (Halimone portulacoides) in ozkolistno mrežico (Limonium angustifolium). Robove nekdanjih bazenov in jarke prerašča modrikasti pelin (Artemisia caerulescens) in posamezni grmiči navadnega členkarja in navadna obrežna lobodka (Suaeda maritima). Brežino solinskih kanalov prerašča obmorski oman (Inula crithmoides).
- Najbolj privlačna slanuša je ozkolistna mrežica (Limonium angustifolium).
- V zaprtih kanalih z nekoliko globljo in slano vodo naletimo na obmorsko rupijo (Ruppia maritima).
- Občasno prekrije solni bazen pionirska združba navadnega osočnika (Salicornia europea).
- Edino slovensko rastišče navadnega hijacinta (Bellevalia romana) je zaradi bližine letališča močno ogroženo in delno že uničeno.

### Živalstvo
Sečoveljske soline so najbolj znane po pticah. Do sedaj so zabeležili že 282 vrst ptic. Najmanj 4 vrste imajo tu svoje edino gnezdišče v Sloveniji.
Tu prebiva tudi veliko manjših živali in mnoge od njih imajo tu sploh edino prebivališče v Sloveniji. V plitvi slani vodi živijo mnogoščetinci, raki, školjke, do 5 cm dolga progasta ribica, imenovana solinarka, ličinke nekaterih vrst muh. Na območju solin živi nekaj čebeljih vrst: med njimi sta dolgoroga čebela (Tetraloniella nana) in solinska čebela (Pseudapis bispinosa). Slanoljubne rastline v solinah gostijo tudi več vrst rastlinojedih stenic. Na trstju živijo pajčji škržatki (Dimorphopterus blissoides).
V Sečoveljskih solinah živi le manjše število vrst kopenskih vretenčarjev, med katerimi so tudi predstavniki pravih sredozemskih vrst, kot so drugi najmanjši sesalec na svetu etruščanska rovka (Suncus etruscus), primorska kuščarica (Lacerta sicula) in ostrouhi netopir (Myoti blythi), katerega odkritje na tem območju je bila prva zanesljiva najdba te vrste v Sloveniji.
- Med redkejše gnezdilce po številu parov štejemo tudi rumenonogega galeba (Larus michahellis)
- Od čapelj najpogosteje opazimo malo belo čapljo (Egretta garzetta), ki je tudi simbol Krajinskega parka
- Solinarski bazeni so življenjski prostor številnim vodnim živalim, med njimi solinskemu rakcu (Artemia salina)